# Studi Veneziani
Die Studi Veneziani sind eine halbjährlich in Pisa bei den Istituti editoriali e poligrafici internazionali (Fabrizio Serra editore) erscheinende geschichtswissenschaftliche Zeitschrift. Herausgeber sind seit 1959 zwei Institutionen, einerseits das Istituto di Storia della Società e dello Stato Veneziano, andererseits das Istituto „Venezia e l’Oriente“ an der Fondazione Giorgio Cini. Diese Kulturstiftung hat ihren Sitz auf der Insel San Giorgio Maggiore. Leiter der Zeitschrift ist Gino Benzoni. In den ersten Jahren erschien die Zeitschrift unter dem Titel Bollettino dell’Istituto di Storia della Società e dello Stato Veneziano.
Die erste Serie der Studi Veneziani erschien in den Jahren 1959 bis 1976 (Bd. I bis V/VI) und wurde vom Centro di Cultura e Civiltà, Scuola di San Giorgio per lo studio della civiltà Veneziana herausgegeben, die zweite seit 1977. Dabei erschien das Fachblatt bis 1964 unter dem Titel Bollettino dell'Istituto di storia della società e dello stato veneziano. Zudem erschien es nun nicht mehr bei Neri Pozza, sondern bei Olschki in Florenz. Die neue Serie erschien bei Giardini di Pisa.
Ihr Schwerpunkt liegt auf der Geschichte des Veneto und der Republik Venedig, wobei hierin einen Schwerpunkt das östliche Mittelmeer und insbesondere die Beziehungen zu Byzanz bilden.